# その時がきた
『その時がきた』（そのときがきた）は、佐藤愛子による小説、及びそれを原作としたドラマ化作品である。1970年5月号から1971年6月号まで中央公論社（現・中央公論新社）の雑誌「婦人公論」に連載。

## テレビドラマ

### 1972年版
1972年9月18日 - 12月1日に東海テレビの15分昼ドラマ枠にて放送された。

#### キャスト
- 南田洋子
- 小野寺昭

#### スタッフ
- 監督：斉村和彦
- 脚本：竹内勇太郎、松田暢子

### 1982年版
1982年1月6日 - 3月26日に毎日放送「妻そして女シリーズ」枠にて放送された。

#### キャスト
- 小山明子
- 塩沢とき
- 久米明(声優)
- 寺泉憲
- 藤井章満

#### スタッフ
- 演出:中谷正和
- 脚本：宮内婦貴子

| MBS 妻そして女シリーズ              | MBS 妻そして女シリーズ                | MBS 妻そして女シリーズ               |
| 前番組                              | 番組名                                | 次番組                               |
| ----------------------------------- | ------------------------------------- | ------------------------------------ |
| 燃える女 （1981.9.28 - 1981.12.31） | その時がきた （1982.1.6 - 1982.3.26） | からみ合い （1982.3.29 - 1982.6.25） |

### 1997年版
1997年10月6日 - 12月26日に1972年版と同様、東海テレビの昼ドラマ枠にて放送された。

#### キャスト
- 九重彰野：大谷直子
- 添田慎介：増沢望
- 九重毬世：宮澤美保
- 九重明治：岡本富士太
- 河村涼子：銀粉蝶
- 松井孝子：茅島成美
- 井口周吉：石丸謙二郎
- 山崎亨     ：松永博史

#### スタッフ
- 演出：藤木靖之、金子与志一、安室修
- プロデューサー：風岡大、平野一夫、小池唯一
- 脚本：清水喜美子、梶本恵美
- 音楽：岩本正樹
- 音楽コーディネーター：細井虎雄
- 技術：湯本秀広
- 撮影：山岸桂一
- 照明：荒井徹夫
- 音声：小高康太郎
- VE：高梨剣
- VTR：渡部営
- 編集：大塚民生
- 選曲：山本文勝
- 音響効果：江連隆太郎
- 整音：松本能紀
- デザイナー：金子幸雄
- 美術進行：常盤俊春
- 大道具：手塚常光
- 装飾：亀岡紀
- 小道具：及川幸恵
- 持道具：津田季美
- 衣裳：中村美保
- ヘアーメイク：山内聖子
- 医事監修：大塚美容形成外科
- 技術協力：バスク
- スタジオ：東京メディアシティ・TMC-1スタジオ
- 制作会社：東海テレビ、泉放送制作

#### 主題歌
- 『幸せのスイッチボード』
  - 作詞：湯川れい子 / 作曲：近藤敬三 / 編曲：有森拓美 / 歌：ロザンナ
  - レーベル：east west japan